# Prix Masina
Le Prix Masina est une course hippique de trot attelé se déroulant au mois d'avril sur l'hippodrome de Vincennes.
C'est une course de Groupe II réservée aux pouliches de 3 ans, ayant gagné au moins 8 500 € (conditions en 2025).
Elle se court sur la distance de 2 700 mètres (2 100 mètres avant 2022, grande et petite piste), départ volté. En 2025, l'allocation est de 120 000 €, dont 54 000 € pour le vainqueur.
Son équivalent pour les poulains est le Prix Paul-Karle ayant lieu le même jour. Le Prix Masina est créé en 1992 en dédoublement de ce dernier pour permettre aux femelles d'avoir plus facilement accès aux Groupes II, le Prix Paul Karle devenant alors réservé aux mâles.

## Palmarès depuis la création en 1992
| Année | Vainqueur                                                      | Père                                                           | Driver                                                         | Entraineur                                                     | Réd.km                                                         |
| ----- | -------------------------------------------------------------- | -------------------------------------------------------------- | -------------------------------------------------------------- | -------------------------------------------------------------- | -------------------------------------------------------------- |
| 2025  | Magic Night                                                    | Helgafell                                                      | Paul-Philippe Ploquin                                          | Philippe Allaire                                               |                                                                |
| 2024  | Lotta Bourbon                                                  | Prodigious                                                     | Éric Raffin                                                    | Sébastien Guarato                                              |                                                                |
| 2023  | Kalamity d'Héripré                                             | Un Mec d'Héripré                                               | Franck Nivard                                                  | Fabrice Souloy                                                 | 1'14"6                                                         |
| 2022  | Jazzy Perrine                                                  | Django Riff                                                    | Éric Raffin                                                    | Philippe Allaire                                               | 1'16"7                                                         |
| 2021  | It's Now or Never                                              | Charly du Noyer                                                | Franck Nivard                                                  | Tomas Malmqvist                                                | 1'13"                                                          |
| 2020  | Course non disputée (confinement dû à la pandémie de Covid-19) | Course non disputée (confinement dû à la pandémie de Covid-19) | Course non disputée (confinement dû à la pandémie de Covid-19) | Course non disputée (confinement dû à la pandémie de Covid-19) | Course non disputée (confinement dû à la pandémie de Covid-19) |
| 2019  | Girls Talk                                                     | Brillantissime                                                 | David Thomain                                                  | Philippe Allaire                                               | 1'13"3                                                         |
| 2018  | Fiorella de Ted                                                | Up and Quick                                                   | Franck Nivard                                                  | Franck Leblanc                                                 | 1'14"2                                                         |
| 2017  | Ère Nouvelle                                                   | Love You                                                       | Gabriele Gelormini                                             | Philippe Allaire                                               | 1'13"8                                                         |
| 2016  | Diva du Mouchel                                                | The Best Madrik                                                | Éric Raffin                                                    | Franck Leblanc                                                 | 1'15"1                                                         |
| 2015  | Ciperla Mag                                                    | Quaker Jet                                                     | Jean-Michel Bazire                                             | Bruno Bourgoin                                                 | 1'15"1                                                         |
| 2014  | Billie de Montfort                                             | Jasmin de Flore                                                | Éric Raffin                                                    | Sébastien Guarato                                              | 1'13"8                                                         |
| 2013  | Avila                                                          | Ready Cash                                                     | Thierry Duvaldestin                                            | Thierry Duvaldestin                                            | 1'14"1                                                         |
| 2012  | Vanika du Ruel                                                 | Jardy                                                          | Franck Anne                                                    | Franck Anne                                                    | 1'14"5                                                         |
| 2011  | Une Lady en Or                                                 | Kaisy Dream                                                    | Pierre Levesque                                                | Pierre Levesque                                                | 1'15"2                                                         |
| 2010  | The Lovely Gwen                                                | And Arifant                                                    | Pierre Vercruysse                                              | Mickael Lemercier                                              | 1'14"3                                                         |
| 2009  | Save The Quick                                                 | Jasmin de Flore                                                | Pierre Levesque                                                | Åke Kristoffersson                                             | 1'15"6                                                         |
| 2008  | Rapide Aventure                                                | Love You                                                       | Jean-Pierre Dubois                                             | Ludovic-Jean Martin                                            | 1'14"8                                                         |
| 2007  | Qualie d'Any                                                   | Gai d'Hautmonière                                              | Jean-Michel Bazire                                             | Jean-Michel Bazire                                             | 1'17"                                                          |
| 2006  | Pearl Queen                                                    | Carpe Diem                                                     | Thierry Duvaldestin                                            | Thierry Duvaldestin                                            | 1'15"4                                                         |
| 2005  | Orelady                                                        | And Arifant                                                    | Jean-Pierre Dubois                                             | Jean-Pierre Dubois                                             | 1'16"                                                          |
| 2004  | Nina des Racques                                               | Coktail Jet                                                    | Jos Verbeeck                                                   | Fabrice Souloy                                                 | 1'15"2                                                         |
| 2003  | Mahana                                                         | Défi d'Aunou                                                   | Jean-Pierre Dubois                                             | Jean-Pierre Dubois                                             | 1'14"3                                                         |
| 2002  | Let's Go Darling                                               | Coktail Jet                                                    | Jean-Pierre Dubois                                             | Jean-Pierre Dubois                                             | 1'15"5                                                         |
| 2001  | Kelle Île                                                      | Don Paulo                                                      | Franck Anne                                                    | Franck Anne                                                    | 1'15"5                                                         |
| 2000  | Jeanne's Fella                                                 | Coktail Jet                                                    | Fabrice Souloy                                                 | Fabrice Souloy                                                 | 1'15"2                                                         |
| 1999  | Island Dream                                                   | Coktail Jet                                                    | Jean-Pierre Dubois                                             | Jean-Pierre Dubois                                             | 1'15"7                                                         |
| 1998  | Harlotta                                                       | And Arifant                                                    | Jean-Étienne Dubois                                            | Jean-Étienne Dubois                                            | 1'17"5                                                         |
| 1997  | Gentille de Brévol                                             | Viking's Way                                                   | Alain Laurent                                                  | Alain Laurent                                                  | 1'17"1                                                         |
| 1996  | Fine Perle                                                     | Marpheulin                                                     | Philippe Allaire                                               | Philippe Allaire                                               | 1'17"7                                                         |
| 1995  | Eyra de Bellouet                                               | Viking's Way                                                   | Yves Dreux                                                     | Patrice Lebouteiller                                           | 1'16"5                                                         |
| 1994  | Dira                                                           | Minou du Donjon                                                | Jos Verbeeck                                                   | Jean-Claude Rivault                                            | 1'17"7                                                         |
| 1993  | Classe de Tillard                                              | Workaholic                                                     | Joël Hallais                                                   | Jean-Claude Hallais                                            | 1'19"3                                                         |
| 1992  | Bahama                                                         | Quito de Talonay                                               | Jean-Étienne Dubois                                            | Jean-Pierre Dubois                                             | 1'18"2                                                         |